# Sociale bosbouw

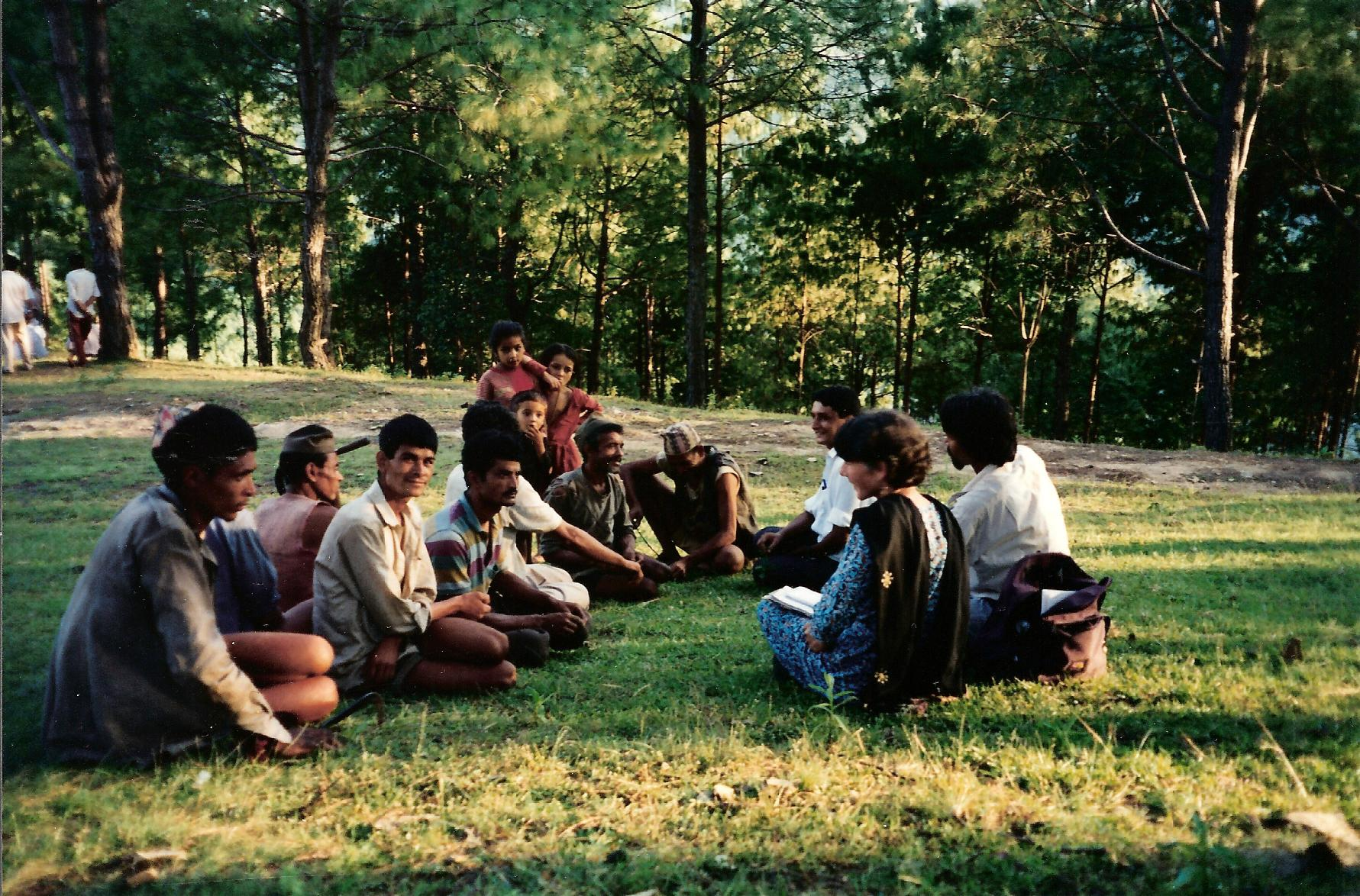
"Forest user group" in Nepal overlegt over het bosbeheer

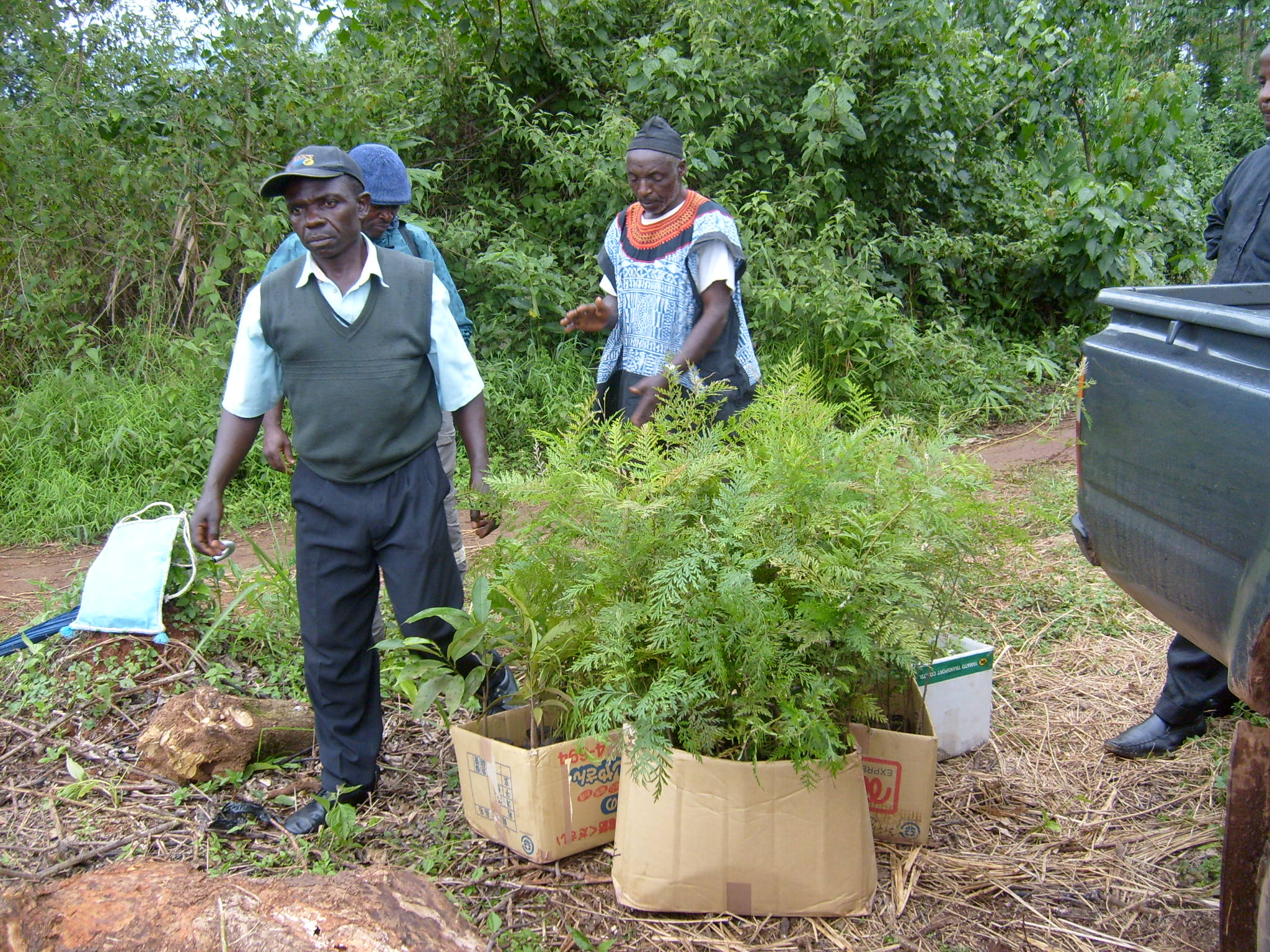
Boomplanters in Kameroen

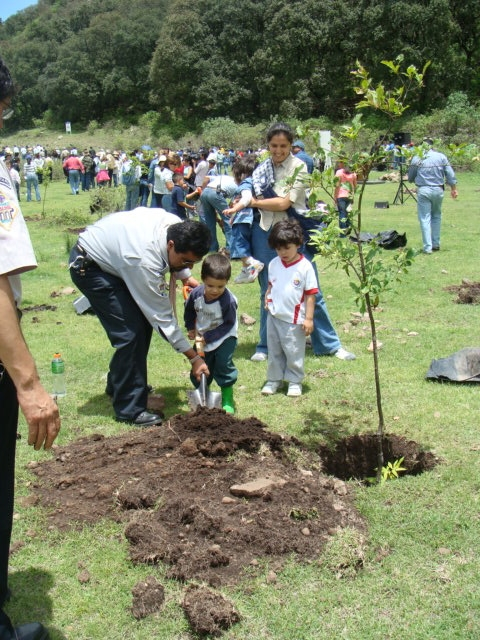
Jonge boomplantactie in Mexico

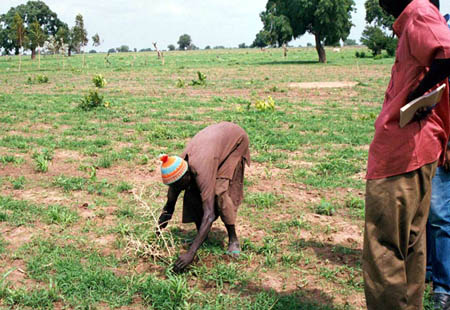
Herbebossingsproject in Senegal

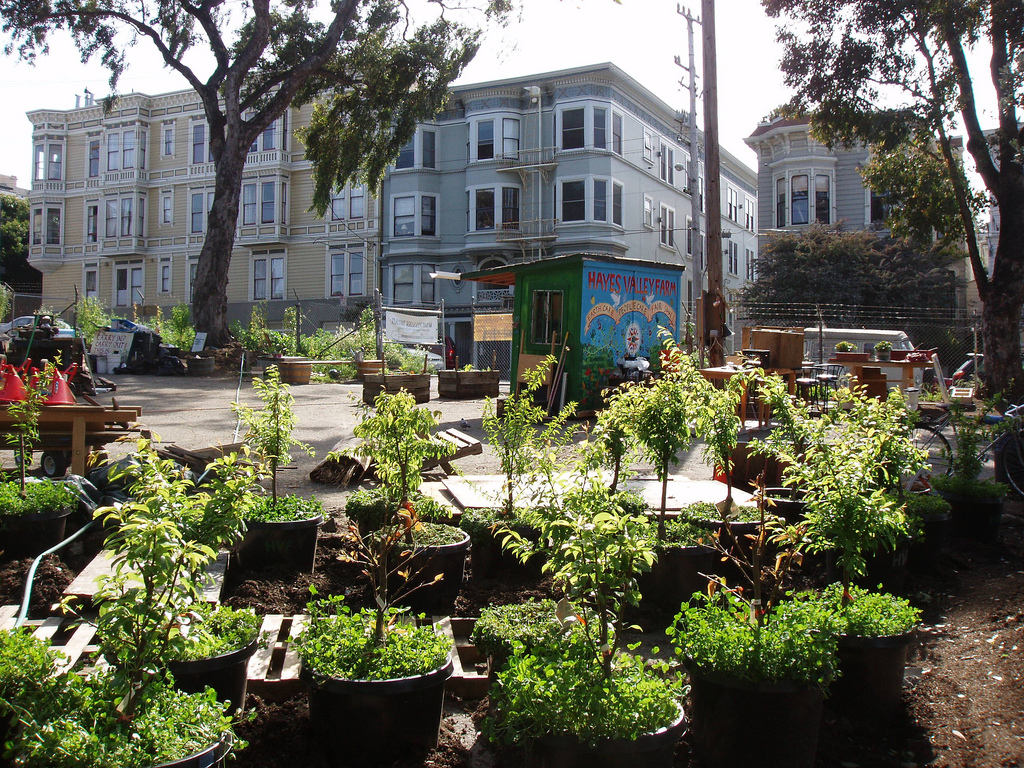
Kweek van vruchtbomen in San Francisco

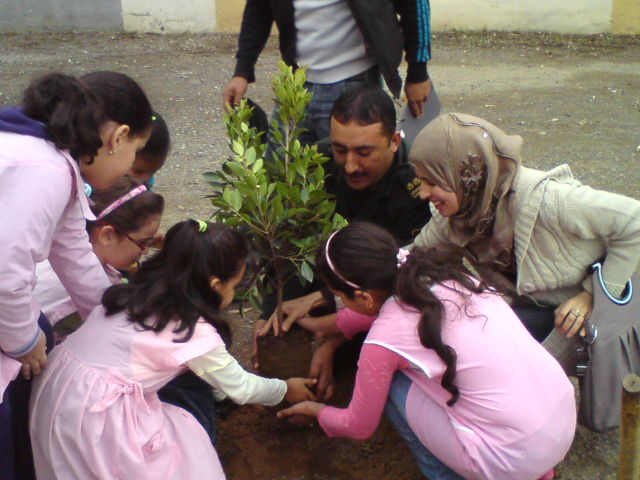
Boomplantdag in Algerije

Sociale bosbouw en het nauw daarmee verweven begrip community forestry duiden vormen aan van zowel bosbeleid als bosbeheer door lokale actoren, al dan niet samen met professionele bosbouwkundigen en andere deskundigen. Doorgaans is het doel de levensomstandigheden van lokale gemeenschappen te verbeteren. Dit speelt vooral in ontwikkelingslanden.

## Definities en concepten
Over de termen sociale bosbouw en community forestry bestaat veel discussie. Het gaat vrijwel altijd om een samenwerking van professionele bosbouwers met lokale actoren (boeren en rurale gemeenschappen). Wiersum (1999) geeft de volgende definities:
- “Sociale bosbouw is een ontwikkelingsstrategie van professionele bosbouwers en andere ontwikkelingsdeskundigen met het doel de lokale bevolking actief te stimuleren in kleinschalige, gevarieerde, bosbeheerstrategieën als middel tot rurale ontwikkeling”.
- “Community forestry” is iedere vorm van bosbeheer die de lokale bevolking als groep onderneemt als onderdeel van haar overlevingsstrategie”.

In deze definities heeft sociale bosbouw een hoger abstractie niveau dan community forestry.
Maar beide termen hangen onlosmakelijk samen. In wetenschap, beleid en praktijk worden ze vaak door elkaar gebruikt.
Sociale bosbouw en community forestry staan onder verschillende namen bekend in verschillende regio’s van de wereld. Voorbeelden hiervan zijn ‘Co-management’ in West Afrika, ‘Joint Forest Management’ in India, ‘User Group Forestry’ in Nepal, en ‘Community Management’ in Mexico en Bolivia.
Nauw gerelateerd aan sociale bosbouw en community forestry zijn ‘farm forestry’ (boerenbosbouw) en ‘agroforestry’ (Wiersum, 1995). Met agroforestry en farm forestry worden praktijken van landgebruik beschreven, doorgaans in technische zin, ongeacht wie ze uitvoeren. Farm forestry is het aanplanten en beheren van bomen op landbouwgrond voor milieudoeleinden (bijvoorbeeld bodembescherming en -verbetering), lokaal gebruik of voor verkoop en handel door de landgebruiker. Agroforestry betreft landgebruiksystemen waarbij het aanplanten en/of actief beheren van bomen wordt gecombineerd met akkerbouw of veeteelt. Farm forestry en agroforestry kunnen in de industriële (land- of bosbouw)sector worden ondernomen, maar kunnen ook deel uitmaken van strategieën van sociale bosbouw of modellen van community forestry.

## Geschiedenis
De term sociale bosbouw komt voor het eerst voor in het jaarrapport voor 1976 van de Nationale Landbouwcommissie in India. Het ging hier om een programma om de lokale bevolking aan te sporen bomen aan te planten voor brandhout op ongebruikte gronden, en zo de druk op productiebossen te verlichten (Government of India, 1976). Tot dan toe was de bosbouw vooral ingezet om grondstoffen te verschaffen voor industrieel gebruik (Westoby, 1962).
In de jaren 1970 kwam er wereldwijd meer aandacht voor de belangen van de rurale bevolking en de mogelijke rol van bossen voor lokale ontwikkeling. Daarbij gaf ook de toenmalige energie- en brandhoutcrisis impulsen voor nieuwe benaderingen. De FAO startte, in dezelfde tijd het programma ‘Forestry for Local Community Development’, samen met de Zweedse ontwikkelingsorganisatie SIDA (FAO, 1978). Doel was het verschaffen van producten als brandhout, voedsel en andere basisbehoeften uit het bos, en het genereren van inkomen en werk voor de lokale bevolking. Het onderwerp werd sterk gepromoot op het Achtste Wereldbosbouwcongres in Jakarta (1978), dat als thema had: "Forests for People” (Bossen voor Mensen).
Ook de onderzoeks- en beleidswereld verlegde haar aandacht naar de mens in het bos. Een jaar later werd dit nog concreter uitgewerkt op de Wereldconferentie over Landhervorming en Plattelandsontwikkeling (World Conference on Agrarian Reform and Rural Development, WCARRD, juli 1979). Dit strookt met de toenemende integratie van bosbouw in het bredere debat over milieu en duurzame ontwikkeling. Dit resulteerde uiteindelijk in het Brundtland-rapport (Brundtland,1987) uit 1987, de Rio-conferentie over Duurzame ontwikkeling in 1992 en het daarin aangenomen Agenda 21-actieprogramma voor Duurzame Ontwikkeling. In al deze debatten werd nadruk gelegd op de participatie van de lokale bevolking in de bosbouw ten behoeve van hun eigen ontwikkeling en verbetering van het milieu.
Op nationaal niveau zijn sociale bosbouw en community forestry in veel ontwikkelingslanden in toenemende mate geïntegreerd in het bosbeleid. Deze landen werden hierin ondersteund door een groot aantal bilaterale en multilaterale organisaties en financiers (zoals FAO, DGIS, DFID, GTZ, SNV, Asian Development Bank, Wereldbank met onder andere het G-7 Pilot Programme in Brazilië). Van invloed waren daarbij bewegingen voor het lokale beheer van natuurlijke hulpbronnen gecombineerd met natuurbeheer in ontwikkelingslanden, en sociale hervormingsbewegingen in Zuid-Amerika in de jaren 1980. In latere jaren breidde de aandacht zich uit van (tropische) ontwikkelingslanden naar landen in de gematigde streken.

## Karakteristieken van sociale bosbouw en ‘community forestry’
Kenmerkend voor sociale bosbouw en community forestry zijn de volgende zaken:
- Een zekere mate van verantwoordelijkheid voor, en gezag over bosbeheer en –productie zijn door de overheid formeel overgedragen aan lokale gemeenschappen;
- De doelstelling dat lokale gemeenschappen profiteren van de sociale en economische producten en diensten, die de bossen leveren, staat centraal;
- In een beheerplan wordt of is vastgelegd dat de lokale gemeenschap de verantwoordelijkheid heeft het betreffende bosgebied duurzaam te beheren.
- Het gaat om door de overheid juridisch gesanctioneerde vormen van bosbeheer door lokale gemeenschappen. Dit gaat dus verder dan het vanouds gehanteerde gewoonterecht.

Zowel sociale bosbouw als community forestry zijn deel van een proces om bosbouw en bosbeheer om te vormen en meer te laten aansluiten op de behoeften en belangen van de lokale bevolking en tegemoet te komen aan de huidige maatschappelijke en economische ontwikkelingen (Arnold, 1992). Daarbij speelt ook de algemene wens een rol om bevoegdheden over te dragen naar lokale belanghebbenden. Dat zijn vaak zgn. ‘bosbewonende en bosafhankelijke’ gemeenschappen, die in veel gebieden als ‘inheems’ te boek staan. Het debat over sociale bosbouw raakt in dit opzicht aan dat over de rechten en positie van de inheemse bevolking. Maar ook (niet-inheemse) lokale groepen buiten het bos kunnen een belang hebben in de bossen, bijvoorbeeld doordat ze leven van het hout en andere bosproducten uit nabijgelegen bos.
Wereldwijd zijn naar schatting 1,6 miljard mensen voor hun inkomen geheel of gedeeltelijk afhankelijk van het bos (Forest Trends, 2005). Daarnaast zijn er boeren, grondeigenaren en pachters die bomen en bossen op landbouwgrond exploiteren. Om de belangen van al deze groepen recht te doen, worden vaak processen van participatie ingezet en nieuwe juridische instrumenten ontwikkeld. Zo zijn in Nepal bijvoorbeeld ‘Forest User Groups’ in het leven geroepen waaraan de overheid het bos voor langere tijd overdraagt.
In 2005 was 80% van de bossen in de wereld in bezit van de staat. Vaak ligt ook het beheer in handen van de staat, maar dit verschilt per regio. In Zuid-Amerika (met name Brazilië) en Zuid- en Zuidoost-Azië (India, Filipijnen) worden grote delen van de staatsbossen beheerd door lokale gemeenschappen. Het aandeel bossen dat in eigendom en/of beheer is van gemeenschappen, particulieren en privé ondernemingen, is de laatste drie decennia langzamerhand gestegen (FAO, 2010).